# テキサス海事大学
テキサス海事大学はアメリカ合衆国テキサス州ガルベストン島に所在する州立大学である。

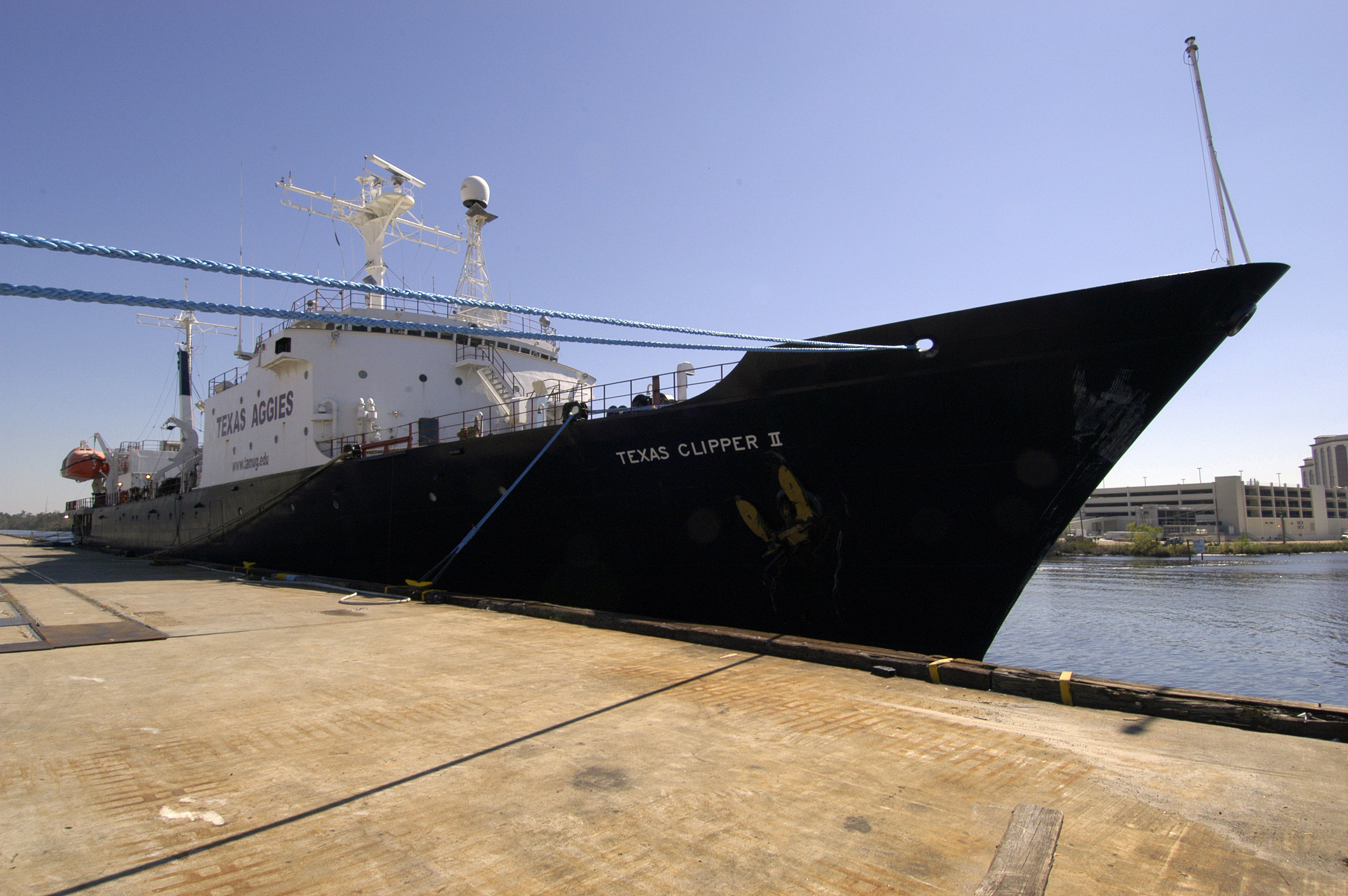
訓練船テキサス・クリッパーII